# Joseph Feinhals (Gewerkschafter)
Joseph Feinhals (* 16. Mai 1871 in Aachen; † 28. März 1953 in Augsburg) war ein deutscher Gewerkschafter.

## Werdegang
Feinhals war als Gewerkschaftsbeamter in Augsburg tätig. Als Vertreter des Landesarbeiterrates Schwaben gehörte er nach der Ausrufung Bayerns zum Freistaat am 8. November 1918 dem improvisiert einberufenen Provisorischen Nationalrat an.